# Gurguèn Khatxik
Gurguèn Khatxik Arzeruni († 1003) fou un rei de Baspracània del 991 a 1003

Regne de Baspracània, 908-1021.

## Biografia
Gurguèn Khatxik era el segon fill d'Abuixal Hamazasp III, rei de Baspracània i de Gaday.
El 972, a la mort del seu pare, va compartir els dominis paterns amb els seus germans. El seu germà gran Asoci Isaac esdevingué rei i conserva l'autoritat sobre els seus germans menors, mentre que Gurguèn Khatxik esdevingué príncep d'Andzevatsik i Senaquirim-Joan Arzeruni príncep de Reixtunik.
Poc després, participa amb el seu germà Senaquirim a la demostració de força dels principals prínceps i reis armenis al llac Van. Aquesta operació estava destinada a mostrar a l'emperador Joan I Tsimiscés que Armènia no es deixaria envair fàcilment per l'Imperi Romà d'Orient i efectivament l'emperador va escurçar la seva visita.
Va succeir el seu germà Asoci Isaac l'any 991, apartant els seus nebots del tron. El 1002, l'emperador Basili II va prendre possessió del Taik que li havia llegat l'últim príncep i aprofita per exigir k¡jurament de fidelitat dels reis armenis. Gurguèn Khatxik i Senaquirim-Joan no van poder refusar, al contrari del rei Gaguik I d'Armènia que es va retirar prudentment a les muntanyes.
Gurguèn Khatxik va morir el 1003, i els seus fills foren apartats del tron per llur oncle Senaquirim-Joan.

## Descendència
Gurguèn Khatxik va deixar tres fils :
- Derenik, príncep d'Andzevatsik a partir del 991 ;
- Gaguik, encara viu el 1072 ;
- Asoci.